# PanneauPocket
PanneauPocket est une application mobile de communication à destination des collectivités territoriales.

## Services
PanneauPocket est un service de communication entre les collectivités territoriales et les habitants. L'application permet aux utilisateurs d'être prévenu instantanément de l’actualité de la commune. L'utilisation est gratuite pour les habitants car les coûts sont intégralement pris en charge par les collectivités territoriales.

## Historique
En 2017, l'application est créé par Christophe. En 2021, la gendarmerie nationale décide d'équiper toutes les brigades de France.